# О канал
О канал босанскохерцеговачка је телевизијска мрежа са седиштем у Сарајеву. О канал је почео са својим експерименталним емитовањем 26. августа 2010. Програм се емитује свакодневно, двадесетчетири сата на бошњачком. Телевизија емитује разне програме као што су вести, телевизијске серије, ток-шоу, забавне и спортске вести, филмове и документарце.
Репортери и дописници О канала налазе се у градовима Мостару, Тузли, Зеници и Бањој Луци. 
Продукција О канала је базирана на потпуно дигитализованој опреми и модерном главном телевизијском студију у Сарајеву. Догађаји уживо и вести на О каналу реализују се властитом телевизијском опремом.
Од 25. новембра 2019, телевизија ТВ1 је променила име у О канал.